# 1848 w sztukach plastycznych
Wydarzenia w sztukach plastycznych i wizualnych w 1848 roku.

## Dzieła
- Feliks Pęczarski
  - Portret Pani Rudowskiej
  - Portret Gracjana Rudowskiego[1]
- Charles-Philogène Tschaggeny
  - Epizod na polu bitewnym

## Urodzeni
- 13 stycznia - Lilla Cabot Perry (zm. 1933), amerykańska malarka
- 18 lutego - Louis Comfort Tiffany (zm. 1933), amerykański artysta tworzący wyroby ze szkła
- 1 marca - Augustus Saint-Gaudens (zm. 1907), amerykański rzeźbiarz
- 22 marca - Sarah Purser (zm. 1943), irlandzka malarka i projektantka witraży
- 7 czerwca - Paul Gauguin (zm. 1903), francuski malarz
- 10 sierpnia - William Michael Harnett (zm. 1892), amerykański malarz
- 19 sierpnia - Gustave Caillebotte (zm. 1894), francuski malarz
- 26 września - Helen Allingham (zm. 1926), angielska akwarelistka i ilustratorka
- Giovanni Battista Amendola (zm. 1887), włoski rzeźbiarz i medalier

## Zmarli
- 7 lutego - Christen Købke (ur. 1810), duński malarz
- 11 lutego - Thomas Cole (ur. 1801), amerykański malarz i poeta
- 29 lutego - Louis-François Lejeune (ur. 1775), francuski generał, malarz i litograf
- 13 marca - Johan Niclas Byström (ur. 1783), szwedzki rzeźbiarz
- 31 marca - Tadeusz Brodowski (ur. 1821), polski malarz
- 1 kwietnia - Adèle Ferrand (ur. 1817), francuska malarka i rysowniczka
- 24 września - Branwell Brontë (ur. 1817), angielski malarz, pisarz i poeta
- Robert Adamson (ur. 1821), szkocki pionier fotografii
- Michał Chylewski (ur. 1787), polski malarz i oficer zawodowy